# Casino (cocktail)
Pour les articles homonymes, voir Casino.
Le Casino est un cocktail à base de gin, de marasquin et de jus de citron, relevé par un trait d'amer à l'orange. 

## Anecdotes
Le Casino fait partie des cocktails officiels de l'IBA.
Il est apparu pour la première fois dans le livre de Hugo R. Ensslin intitulé Recipes For Mixed Drinks en 1916.
Il est décrit également dans le livre de Harry Craddock intitulé The Savoy Cocktail Book de 1930.